# Pekoci

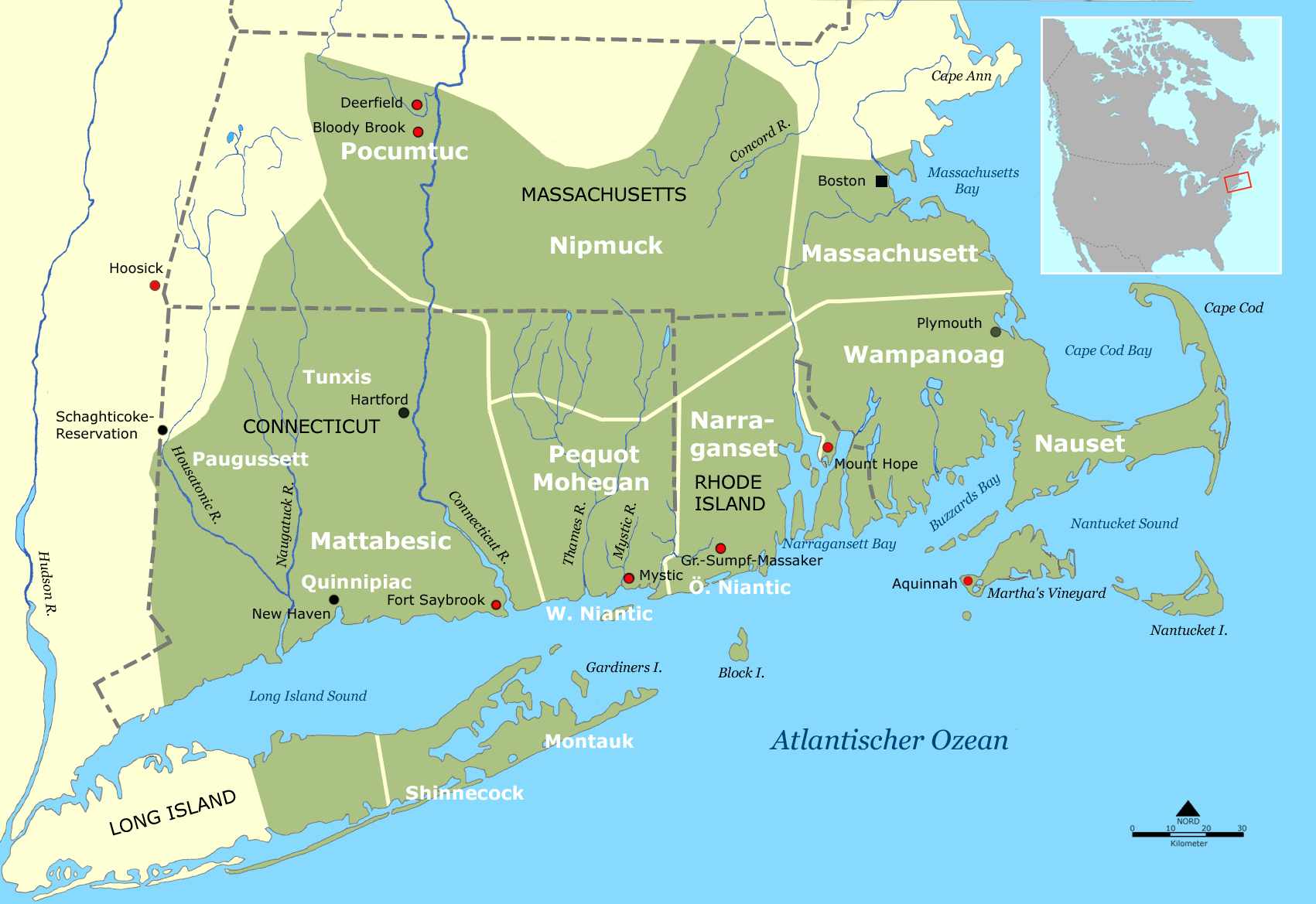
tereny plemienne i osiedla w południowej części Nowej Anglii ok. 1600

Pekoci (nazwa własna Pequot oznacza „Ludzi z mielizn”) – plemię północnoamerykańskich Indian zamieszkujące w przeszłości Wschodnią Krainę Lasów, a obecnie odtworzony współcześnie rezerwat w stanie Connecticut. Słynie z dużego kompleksu kasyn i hoteli Foxwoods Casino (największego kasyna na świecie), dostarczającego miliardy dolarów dochodu rocznie i w całości należącego do plemienia Mashantucket Pequot.

## Historia
Dawniej Pekoci kontrolowali 250 mil kwadratowych wschodniego wybrzeża Nowej Anglii. Oskarżani przez indiańskich sąsiadów o agresywność, początkowo nie występowali jednak zbrojnie przeciw Anglikom. Kiedy w 1636 roku zamordowano bostońskiego kupca, Anglicy winą obarczyli Pekotów i w odwecie w maju 1637 roku wysłali przeciw Pekotom wojsko. Podczas wojny z Pekotami żołnierze spalili doszczętnie Fort Mystic – wioskę Wielkiego Sachema Pekotów – Sassacusa, masakrując jednocześnie wszystkich mieszkańców – być może nawet 500 osób, w większości kobiet i dzieci. Nieliczni, którzy przeżyli masakrę zostali sprzedani jako niewolnicy, a ci którzy mieli więcej szczęścia schronili się w innych plemionach.
W 1620 roku teren dzisiejszego Connecticut zamieszkiwało ponad 4000 Pekotów, w roku 1910 zostało ich tylko 66. W XVIII wieku na małych obszarach ziemi przetrwały tylko dwa odłamy plemienia: Mashantucket Pequot w Ledyard oraz Paucatuck (Pekoci Wschodni) w pobliżu Stonington. Od końca XIX wieku niewielki rezerwat Mashantucket Pequot zamieszkiwały jedynie rodziny dwóch przyrodnich sióstr: Elizabeth George Plouffe i Marthy Langevin Ellal. W latach 70., po śmierci sióstr, rezerwat został zamknięty, a resztkę ziemi przejęło państwo.
Dopiero w 1983 roku wnuk Elizabeth Plouffe Richard „Skip” Hayward na mocy ustawy uzyskał zgodę na odtworzenie rezerwatu, a właściwie odzyskał ziemię, która uprzednio należała do jego plemienia. Jednym z ważnych motywów jego działań było zainteresowanie inwestorów terenami przyszłego rezerwatu, który znajduje się w dogodnym sąsiedztwie Nowego Jorku i Bostonu i nie podlega przepisom stanowym ograniczającym gry hazardowe. Wątpliwości przeciwników ekonomicznych preferencji dla „nowych plemion” budzi pochodzenie współczesnych „Pekotów”, którzy są potomkami związków mieszanych z „białymi” oraz z Afroamerykanami i od kilku pokoleń nie znają języka ani kultury tego plemienia.

## Współczesność
„Odrodzone” plemię z pomocą inwestorów wybudowało na odzyskanym terenie olbrzymi kompleks kasyn i hoteli, z których zysk, na mocy Indian Gaming Regulatory Act z 1988 roku zasila fundusze władz plemiennych i całej społeczności Pekotów. Znaczną część zysków Pekoci przeznaczają na edukację i lecznictwo. Pekoci przekroczyli próg niełatwy do przekroczenia dla wielu tubylczych Amerykanów i wyszli poza tradycyjny sposób życia w rezerwatach. Zajmują wysokie stanowiska, są dobrze wykształceni, zasymilowali się z już od kilku pokoleń z amerykańskim społeczeństwem.
Kontrowersje wokół ich faktycznej przynależności etnicznej i kulturowej, spowodowały uruchomienie w rezerwacie oryginalnych programów edukacyjnych, takich, jak nauczanie „odtworzonego” z nielicznych zachowanych słów języka Pekotów i podobnie sztucznie rekonstruowanej kultury. Opisane kontrowersje stały się jedną z przyczyn odmowy uznania na szczeblu federalnym w 2005 roku innej grupy Pekotów („Eastern Pequot Tribal Nation”).
Obecnie (2005) rezerwat plemienia „Mashantucket Pequot Tribe” ma powierzchnię 7 km² i zamieszkuje go 785 członków plemienia.
Otwarte w 1992 Foxwoods Casino zapewnia plemieniu finansowy sukces i perspektywy rozwoju, a zainteresowani historią i kulturą plemienia mogą odwiedzić wielkie Mashantucket Pequot Museum and Research Center, w którym m.in. na przełomie sierpnia i września Pekoci celebrują Święto Zielonej Kukurydzy oraz trzydniowe pow-wow i rodeo, zwane Schemitzun.

## Pekoci w literaturze
W XIX w. mężczyźni z plemienia Pekotów pracowali m.in. jako wielorybnicy, a kilku z nich zaciągnęło się na statek, który stał się pierwowzorem statku „Pequot” kapitana Ahaba z powieści Hermana Melville’a Moby Dick.